# اییچیرو اوزاکی
اییچیرو اوزاکی (انگلیسی: Eiichiro Ozaki؛ زادهٔ ۷ دسامبر ۱۹۸۴) بازیکن فوتبال اهل ژاپن است.
از باشگاه‌هایی که در آن بازی کرده‌است می‌توان به باشگاه فوتبال آلبیرکس نیگاتا اشاره کرد.